# Főnix Aréna

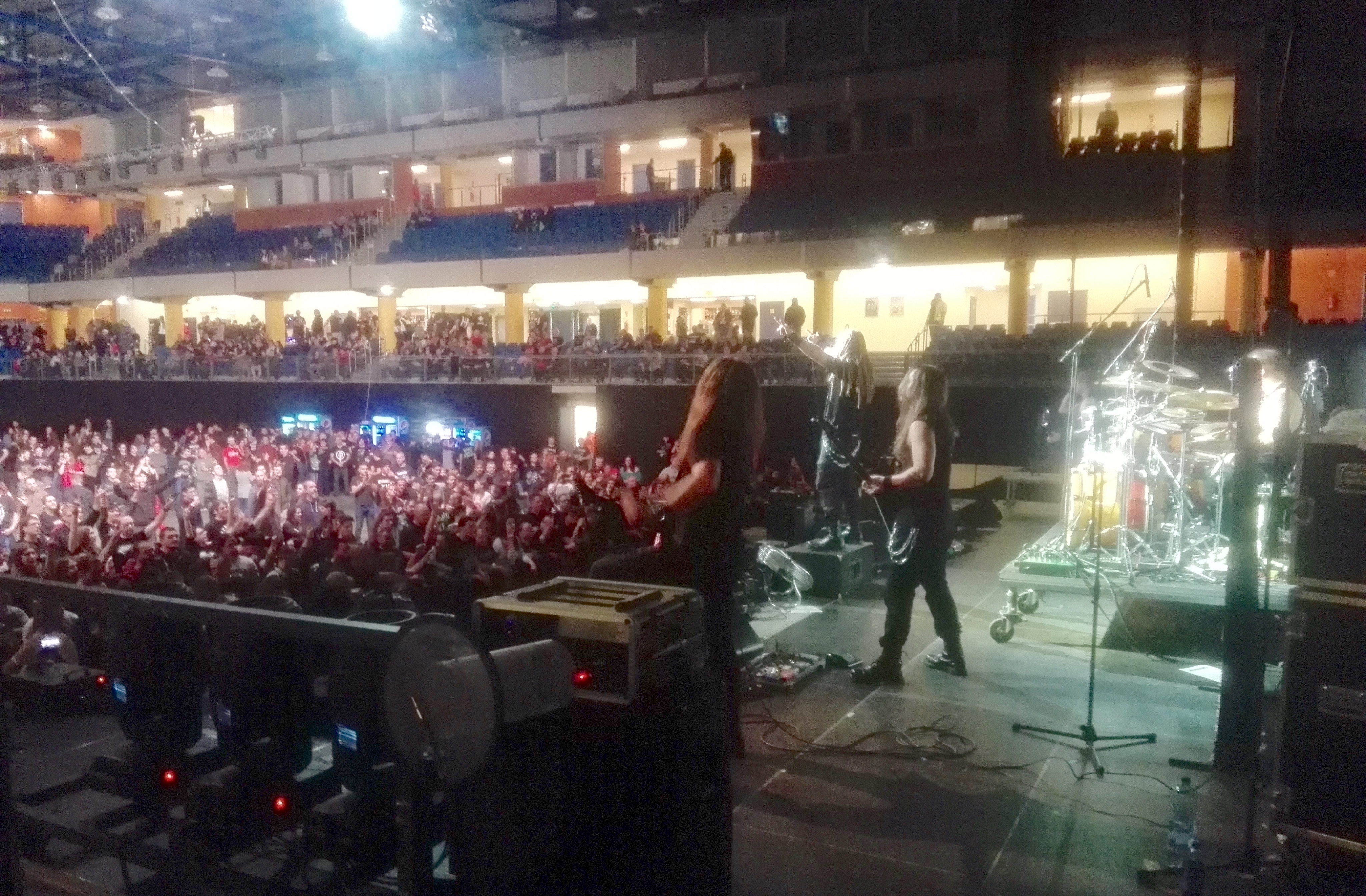
Tankcsapda koncert 2018. december 29-én a Főnix Arénában

A debreceni Főnix Aréna (2021-ig Főnix Csarnok) Magyarország negyedik legnagyobb rendezvénycsarnoka, amelyben akár 8500 ember is elfér. A tallinni (észtországi) Saku Suurhall csarnok mintájára épült a Kassai úti városi strandfürdő helyére. A küzdőteret minden oldalán kihúzható, teleszkópos lelátórendszer (a sarkokban diagonálisan beforgatott mobil lelátókkal) veszi körül. Koncerten a színpad a bejárattal szemben lévő lelátó helyén áll: ilyenkor az egész földszint nézőtérré változik. A Főnix Aréna föld alatti folyosó kapcsolja össze a szomszédos Hódos Imre Sportcsarnokkal, hogy nagyobb rendezvényeken az ottani helyiségeket is lehessen használni. Míg a földszinten csak mobil teleszkopikus széksorok vannak, addig az első és a második emeleten csak fixen beépített lelátókat találunk. A másodikon egy étterem is várja a vendégeket. A harmadik emeleten a VIP vendégek lelátói, étterme és 29 db egész évre bérelhető páholya található.
2014 júniusában átszervezés történt: a rendezvénycsarnok korábbi bérlője és üzemeltetője, a Főnix Rendezvényszervező Kft. helyett a Debreceni Sportcentrum Kft. vette át a bérleti jogviszonyt. A sportcélú használat koordinálására a korábbi üzemeltetőnél alkalmasabb a Debreceni Sportcentrum Közhasznú Nonprofit Kft., mind a keretei között működő  DSI (sportiskola), mind a látvány-csapatsportágak helyi szervezeteivel (kézilabda, kosárlabda, jégkorong) meglévő kapcsolatrendszerének kihasználása révén.
2021. október 20-án átadták a közel kilenc hónapos teljes körű felújításon, modernizáláson átesett létesítményt, amely ezentúl Főnix Arénaként várja a látogatókat. Gépészeti berendezéseket, légtechnikai és vizuális élményeket biztosító eszközöket is korszerűsítettek az épületben. A felújítás bruttó 3,1 milliárd forintba került.

## Technikai paraméterek

### Külső
- Szélesség: 76,63 m
- Hosszúság: 108,56 m
- Magasság: 21,1 m
- Homlokzatmagasság elöl: 16,0 m
- Homlokzatmagasság hátul: 15,6 m

### Telek
- Telek területe: 32 019 m²
- Beépített terület: 7393,22 m²
- Beépítési százalék: 23,1%
- Zöld terület: 5620 m²
- Zöldterületi mutató: 17,55%

### Szintek
- Szintek száma: 4
- Bruttó szintterület: 14 995,73 m²
- Bruttó földszinti szintterület: 6428 m²
- Bruttó I. emeleti szintterület: 3412 m²
- Bruttó II. emeleti szintterület: 3306 m²
- Bruttó III. emeleti szintterület: 1847 m²

### Arénatér
- Belső magasság: 14,4 m
- Eredményjelző alatti belső magasság: 11,4 m
- Hossza: 70,0 m
- Szélessége: 43,8 m
- Területe: 3066 m²
- Ülőhelyek száma küzdőtér nélkül: 5780 fő
- Küzdőtér befogadóképessége: 1280/1400 fő
- Multifunkcionális terem befogadóképessége: 300 fő
- Csarnok maximális befogadóképessége: 8500 fő (ültetve)
- Csarnok maximális befogadóképessége kézilabda és kosárlabda mérkőzésen: 7500 fő
- Csarnok maximális befogadóképessége: 10 000 fő (állóhelyes koncert)

### Épület
- Lépcsőházak száma: 4
- Liftek száma: 4+1
- Sportolói öltözők száma: 6
- Büfék száma: 7
- Éttermek száma: 2

### Parkoló
- Személygépkocsi parkolóhely: 455
- Busz parkolóhely: 28

## Kiemelkedő rendezvények

### Sportesemények
- 2025. szeptember 11–12.: Magyarország–Ausztria tenisz Davis-kupa mérkőzés
- 2025. február 24–március 2.: Junior műkorcsolya és jégtánc világbajnokság[4]
- 2024. november 28–december 15.: 2024-es női kézilabda-Európa-bajnokság
- 2024. április 11–14.: Női kézilabda olimpiai selejtezőtorna (Magyarország, Nagy-Britannia, Japán és Svédország)[5]
- 2023. október 11.: Női válogatott kézilabda-mérkőzés (EHF EURO Cup): Magyarország–Norvégia[6]
- 2023. június 24–július 2.: U19 Kosárlabda Világbajnokság[7]
- 2023. március 16–19.: Futsal női Európa-bajnokság négyes döntő (Portugália, Spanyolország, Ukrajna és Magyarország)[8]
- 2023. március 7.: Futsal férfi világbajnoki selejtező, Magyarország–Horvátország (1–1)[9]
- 2022. május 28–29.: Török Bódog női kézilabda magyar kupa négyes döntő (FTC-Rail Cargo Hungaria, Siófok KC, Győri Audi ETO KC, Dunaújvárosi Kohász KA)[10]
- 2022. január 13–17.: Férfi kézilabda Európa-bajnokság[11]
- 2021. november 18–21.: ISU Rövidpályás Gyorskorcsolya Világkupa[12]
- 2020. március 6–7.: Davis-kupa Magyarország–Belgium osztályozó a világdöntőért[13]
- 2020. január 24–26.: ISU Rövidpályás gyorskorcsolya Európa-bajnokság[14]
- 2019. április 6–7.: Férfi kézilabda Magyar kupa négyes döntő (Balatonfüredi KSE, Dabasi Kézilabda Klub, MOL-Pick Szeged, Telekom Veszprém)[15]
- 2019. március 16–17.: Női kézilabda Magyar kupa négyes döntő (Dunaújvárosi KKA, Érd NK, Győri Audi ETO, Ferencváros)[15]
- 2018. július 1–14.: Női junior kézilabda világbajnokság[16]
- 2018. június 15.: Női junior kézilabda válogatott felkészülési torna[17]
- 2018. május 12.: Latin tánc Európa-bajnokság[18]
- 2018. április 14–15.: Férfi kézilabda Magyar kupa négyes döntő (Balatonfüredi KSE, Csurgói KK, MOL-Pick Szeged, Telekom Veszprém)[19]
- 2018. február 16–18.: Férfi kosárlabda Magyar kupa nyolcas döntő[20]
- 2018. február 14.: DVSC-TVP–Győri ETO női NB I. kézilabda mérkőzés[21]
- 2018. február 2–4.: Főnix Kupa utánpótlás kézilabda-torna[22]
- 2018. január 22–24.: Visegrádi Négyek nemzetközi férfi felnőtt és U21-es torna[23]
- 2018. január 13.: II. FőnixFitt
- 2017. június 10.: Magyarország–Szlovákia – női kézilabda világbajnoki-selejtező[24]
- 2017. április 14–15.: Kézilabda férfi Magyar kupa négyes döntő (MOL-Pick Szeged, Csurgói KK, Telekom Veszprém, Grundfos Tatabánya KC)[25]
- 2017. április 8.: II. Fekete Zsolt Emlékverseny – nemzetközi cselgáncsverseny[26]
- 2017. január 7.: I. FőnixFitt
- 2016. március 14–20.: Junior műkorcsolya és jégtánc világbajnokság[27]
- 2016. január 9–10.: Műkorcsolya Advance Novice és Junior Országos Bajnokság, Szinkronkorcsolya Országos Bajnokság[28]
- 2015. december 30.: Real-Team teremlabdarúgó torna
- 2015. november 6–8.: Provident Kupa – férfi, kézilabda torna ( Magyarország,  Fehéroroszország,  Argentína,  Magyarország B-válogatott)
- 2015. szeptember 22.: 2016-os férfi futsal-Európa-bajnokság pótselejtező, Magyarország–Románia[29]
- 2015. augusztus 22.: Venum World Series K–1 Rules Tournament – világbajnoki selejtező[30]
- 2015. június 17–21.: 2015-ös női kosárlabda Európa-bajnokság
- 2014. december 7–17.: 2014-es női kézilabda Európa-bajnokság
- 2014. november 26.:  Szolnoki Olaj KK –  VEF Riga, Eurocup férfi kosárlabda mérkőzés mérkőzés
- 2014. október 29.:  Szolnoki Olaj KK –  KK Union Olimpija Ljubljana, Eurocup férfi kosárlabda mérkőzés
- 2014. október 21.: Veterán Vívó Világbajnokság 2014
- 2014. október 15.:  Szolnoki Olaj KK –  Zenit Szentpétervár, Eurocup férfi kosárlabda mérkőzés
- 2014. október 8.:  Magyarország –  Románia, női kézilabda válogatott felkészülési mérkőzés
- 2014. március 14–16.: III. Magyar Ritmikus Gimnasztika Világkupa
- 2013. november 2.:  Magyarország –  Spanyolország, férfi kézilabda válogatott mérkőzés
- 2013. március 8–10.: ISU Rövidpályás gyorskorcsolya világbajnokság[14]
- 2012. február 27–29.: Kosárlabda EuroChallenge Final Four ( Szolnoki Olaj KK,  Beşiktaş Milangaz,  Élan Chalon,  Triumph Lyubertsy)[31]
- 2011. március 9–11.: Röplabda Magyar Kupa férfi és női döntő, ülőröplabda Magyar Kupa döntő[32]
- 2011. január 30.: Borsodi Nemzeti Teremlabdarúgó Bajnokság döntő
- 2010. december 29.: Sportface Kézilabda Gála
- 2010. október 2–10.: XIX. Hőlégballon Világbajnokság
- 2010. április 9–11.: XXIII. Kendó Európa-bajnokság
- 2010. március 6–7.: II. Magyar Ritmikus Gimnasztika Világkupa[33]
- 2010. január 19–30.: UEFA Futsal Európa-bajnokság
- 2009. december 13–19.: U20-as divízió II-es jégkorong-világbajnokság
- 2009. október 2–4.: UEFA Futsal Cup fő csoportkör ( MVFC Berettyóújfalu,  FC Time Lviv,  Luparense C/5,  SC Tornado Chisinau)
- 2009. szeptember 19–20.: Futsal V4 Torna
- 2004. december 9–16.: 2004-es női kézilabda Európa-bajnokság
- 2003. június 8.: IFBB profifitnesz Európa-kupa és IFBB profi body-building Európa-bajnokság, Fitparádé
- 2003. április 11–12.: Férfi kosárlabda Magyar kupa négyes döntő[34]
- 2002. november 20–24.: Tornász világbajnokság
- 2002. október 5.: Megnyitó ünnepség,[35] Boksz Világszervezet félnehézsúlyú interkontinentális címmérkőzése:  Erdei Zsolt –  Jim Murray[36]

### Kulturális események
- 2024. december 28.: Modern Talking 40 – Thomas Anders, Neoton Família koncert[37]
- 2024. június 7.: Centenáriumi évadzáró gála José Curával[38]
- 2024. május 5.: FőnixFitt 6.[39]
- 2024. április 27.: Ákos koncert – Harminc év[40]
- 2024. március 15.: Kőszívű – A Baradlay-legenda (musical)[41]
- 2024. március 14.: Puskás, a musical[42]
- 2024. február 25.: Mike Oldfield's - Tubular Bells tour[43]
- 2024. február 10.: Kowalsky meg a Vega koncert[44]
- 2024. január 17.: The King’s Singers és a Kodály Filharmonikusok[45]
- 2023. június 13.: Carmina Burana arénakoncert[46]
- 2023. május 17.: Flatley: Lord of the Dance – 25 éves jubileumi előadás[47]
- 2023. május 13.: Macskák – 40 éves jubileumi koncert[48]
- 2023. április 15.: Nox – Főnix turné[49]
- 2022. december 30.: Kiss Ádám – Világvégre[50]
- 2022. december 26.: Peppa malac – Peppa Pig's Celebration[51]
- 2019. május 11.: Play IT[52]
- 2019. március 29.: Majka Aréna Show[53]
- 2019. március 23.: Retro fesztivál[54]
- 2019. március 10.: Omega – Tűzvihar koncert[55]
- 2018. június 2.: Hófehérke családi musical[56]
- 2018. május 24.: Elvis musical[57]
- 2018. május 12.: Latin tánc Európa-bajnokság[18]
- 2018. április 4.: Flatley: Lord of the Dance 2018 – Dangerous Games turné[58]
- 2018. március 24.: Halott Pénz koncert[59]
- 2018. március 11.: Play IT[60]
- 2018. január 6.: Újévi Operett és Musical gála (Budapesti Operettszínház)[61]
- 2017. december 29.: Tankcsapda – Tankcsapda Tour 2017 turné
- 2017. október 22.: Timmy Trumpet – az ausztrál trombitás koncertje
- 2017. április 22.: Rapülők – "Áj lav jú" koncert[62]
- 2016. december 29.: Tankcsapda – Rohadék rockcsempész turné koncert[63]
- 2016. december 3.: Punnany Massif Akusztik koncert
- 2016. november 18–19.: Jézus Krisztus szupersztár – musical[64]
- 2015. december 27.: Grease – musical[65]
- 2015. december 26.: Generál koncert[66]
- 2015. december 13.: Irigy Hónaljmirigy koncert[66]
- 2015. december 5.: István, a király – rockopera
- 2015. október 21.: Lord of the Dance
- 2015. május 16.: PlayIT Show – Közép-Európa legnagyobb gamer és IT rendezvénye
- 2014. december 27.: Tankcsapda – 25 éves jubileumi koncert
- 2014. december 21.: Beatünnep – Illés 50 koncert
- 2014. november 13.: Megakoncert – Abrakazabra 15. születésnapi koncert
- 2014. május 31.: Képzelt riport egy amerikai popfesztiválról
- 2014. április 26.: ExperiDance Tánctársulat: Fergeteges - A királyné, a gróf és a cigánylány, az ExperiDance és a 100 Tagú Cigányzenekar szólistáinak közös produkciója
- 2014. március 7.: Lord of the Dance show
- 2014. február 22.: Rómeó és Júlia (musical) – Budapesti Operettszínház előadása
- 2013. december 30.: Irigy Hónaljmirigy – Ünneprontók koncert
- 2013. december 28.: Tankcsapda – Rockmafia Tour koncert
- 2013. december 4.: Caramel – Jelenés koncert
- 2013. november 16.: Szabó Magda: Abigél – A Bánfalvy Stúdió bemutatója
- 2013. november 9.: Edda Musical – Kör
- 2013. október 12.: Macskák musical – a Madách Színház bemutatója
- 2013. július 5.: XVIII. Debreceni Nemzetközi Katonazenekari Fesztivál – gyepshow
- 2013. április 30.: Nem adom fel! – Nick Vujicic előadóestje
- 2013. március 27.: Mózes, avagy a Tízparancsolat – a Magyar Fesztivál Balett produkciója
- 2013. február 11.: Swan Lake on Ice – A hattyúk tava
- 2013. január 26.: Kobajasi Kenicsiró koncertje a Kodály Filharmonikusokkal – Mahler II. szimfónia
- 2012. december 30.: Omega – 50 éves jubileumi koncert
- 2012. december 29.: Tankcsapda – Rock a nevem[67]
- 2012. december 2.: Caramel – Adventi Ünnepi Koncert a Kodály Filharmonikusokkal
- 2012. november 13.: Szentpétervári Fesztivál Balett – A hattyúk tava
- 2012. március 16.: Mojszejev táncegyüttes – 75 éves jubileumi díszelőadás
- 2011. december 29.: Tankcsapda – évzáró koncert[68]
- 2011. január 15.: X-Faktor döntősök gálája
- 2010. december 11.: A Moszkvai Városi Balett – A diótörő előadása
- 2010. november 20.: Thomas Anders and the Modern Talking Band élő koncert
- 2010. szeptember 24.: David Guetta – One Love Tour 2010 koncert
- 2010. május 9.: Michael Flatley's – Lord of the Dance Show
- 2010. március 27.: Paco de Lucía koncert
- 2010. március 15.: Ghymes koncert – Szerelmes Szabadság
- 2010. február 14.: ABBA - The Show
- 2009. december 29.: Tankcsapda – 20 éves jubileumi, évzáró koncert
- 2009. november 17.: Győri Balett – 30 éves a Győri Balett előadás
- 2009. október 21.: The Gaithers – Gospel előadás
- 2009. szeptember 27.: The Spirit of Pink Floyd Show[69]
- 2009. június 15.: Lenny Kravitz - LLR 20(09) Tour koncert
- 2009. március 26.: Mojszejev táncegyüttes – A Népek táncai
- 2008. december 27.: Tankcsapda – Tankcsapda Tour 2008 koncert
- 2008. november 3.: Jethro Tull koncert[70]
- 2007. december 29.: Tankcsapda – évzáró koncert
- 2007. november 7.: Joe Cocker koncert[71]
- 2006. december 29.: Tankcsapda – évzáró koncert
- 2006. november 23.: Bryan Adams – Live Across The Nation Tour[72]
- 2005. október 6.: David Copperfield – European 2005 Show
- 2005. december 28 : NOX  - Ragyogás koncert
- 2004. december 29.: Tankcsapda – 15 éves jubileumi, évzáró koncert
- 2003. december 8.: Deep Purple koncert[73]
- 2003. október 19.: Iron Maiden – Gamma Ray koncert[74]